# 喬治王島短吻獅子魚
喬治王島短吻獅子鱼，为輻鰭魚綱鮋形目杜父魚亞目狮子鱼科的其中一種。分布於南冰洋的喬治王島海域，棲息在水深85至285公尺的水域，生活習性不明。